# Oroszország a 2011-es úszó-világbajnokságon
Oroszország a 2011-es úszó-világbajnokságon 76 sportolóval vett részt.

## Érmesek
|    | Nemzet      | Arany | Ezüst | Bronz | Összesen |
| 3. | Oroszország | 8     | 6     | 4     | 18       |

| Érem      | Név | Sport          | Esemény                             | Dátum      |
| --------- | --- | -------------- | ----------------------------------- | ---------- |
| Aranyérem | Natalja Iscsenko | Szinkronúszás  | Egyéni szabad program               | július 17. |
| Aranyérem | Natalja Iscsenko Szvetlana Romasina Alekszandra Zujeva (tartalék) | Szinkronúszás  | Páros rövid program                 | július 18. |
| Aranyérem | Anasztaszija Davidova Marija Gromova Elvira Haszjanova Szvetlana Kolesznyicsenko Darja Korobova Alekszandra Packevics Alla Siskina Anzselika Tyimanyina Anyiszija Olhova (tartalék)                                                                    | Szinkronúszás  | Csapat rövid program                | július 19. |
| Aranyérem | Natalja Iscsenko | Szinkronúszás  | Egyéni rövid program                | július 20. |
| Aranyérem | Anasztaszija Davidova Marija Gromova Natalja Iscsenko Elvira Haszjanova Szvetlana Kolesznyicsenko Darja Korobova Alekszandra Packevics Szvetlana Romasina Alla Siskina Anzselika Tyimanyina Anyiszija Olhova (tartalék)                                | Szinkronúszás  | Kombinációs kűr                     | július 21. |
| Aranyérem | Natalja Iscsenko Szvetlana Romasina Alekszandra Zujeva (tartalék) | Szinkronúszás  | Páros szabad program                | július 22. |
| Aranyérem | Anasztaszija Davidova Natalja Iscsenko Elvira Haszjanova Szvetlana Kolesznyicsenko Darja Korobova Alekszandra Packevics Alla Siskina Anzselika Tyimanyina Marija Gromova (tartalék)                                                                    | Szinkronúszás  | Csapat szabad program               | július 23. |
| Aranyérem | Anasztaszja Zujeva | Úszás          | Női 50 méteres hátúszás             | július 28. |
| Ezüstérem | Ilja Zaharov Jevgenyij Kuznyecov | Műugrás        | Férfi 3 méteres szinkronugrás       | július 19. |
| Ezüstérem | Ilja Zaharov | Műugrás        | Férfi 3 méteres műugrás             | július 22. |
| Ezüstérem | Vlagyimir Djatcsin | Hosszútávúszás | Férfi 25 kilométeres hosszútávúszás | július 23. |
| Ezüstérem | Anasztaszja Zujeva | Úszás          | Női 100 méteres hátúszás            | július 26. |
| Ezüstérem | Julija Jefimova | Úszás          | Női 200 méteres mellúszás           | július 29. |
| Ezüstérem | Julija Jefimova | Úszás          | Női 50 méteres mellúszás            | július 31. |
| Bronzérem | Szergej Bolsakov | Hosszútávúszás | Férfi 10 kilométeres hosszútávúszás | július 20. |
| Bronzérem | Jevgenyij Kuznyecov | Műugrás        | Férfi 3 méteres műugrás             | július 22. |
| Bronzérem | Jevgenyij Dratcev | Hosszútávúszás | Férfi 5 kilométeres hosszútávúszás  | július 22. |
| Bronzérem | Marija Kovtunovszkaja Nagyezsda Fedotova Jekatyerina Prokofjeva Szofja Konuh Alekszandra Antonova Natalia Ryzhova-Alenicheva Jekatyerina Liszunova Evgenia Soboleva Jekatyerina Tankejeva Olga Beljajeva Jevgenyija Ivanova Yulia Gaufler Anna Karnauh | Vízilabda      | Női vízilabda                       | július 29. |

## Műugrás
Férfi
| Versenyző                        | Esemény                        | Selejtező | Selejtező | Elődöntő          | Elődöntő          | Döntő             | Döntő             |
| Versenyző                        | Esemény                        | Pont      | Helyezés  | Pont              | Helyezés          | Pont              | Helyezés          |
| -------------------------------- | ------------------------------ | --------- | --------- | ----------------- | ----------------- | ----------------- | ----------------- |
| Igor Koriakin                    | Férfi 1 méteres műugrás        | 291.95    | 28        |                   |                   | Nem jutott tovább | Nem jutott tovább |
| Jevgenyij Kuznyecov              | Férfi 1 méteres műugrás        | 378.25    | 8 Q       |                   |                   | 388.10            | 7                 |
| Jevgenyij Kuznyecov              | Férfi 3 méteres műugrás        | 442.50    | 6 Q       | 447.65            | 7 Q               | 493.55            | Bronzérem         |
| Ilja Zaharov                     | Férfi 3 méteres műugrás        | 485.15    | 3 Q       | 470.50            | 3 Q               | 508.95            | Ezüstérem         |
| Gleb Galperin                    | Férfi 10 méteres toronyugrás   | 413.10    | 19        | Nem jutott tovább | Nem jutott tovább | Nem jutott tovább | Nem jutott tovább |
| Victor Minibaev                  | Férfi 10 méteres toronyugrás   | 507.00    | 4 Q       | 493.55            | 3 Q               | 527.50            | 4                 |
| Ilja Zaharov Jevgenyij Kuznyecov | Férfi 3 méteres szinkronugrás  | 438.75    | 2 Q       |                   |                   | 451.89            | Ezüstérem         |
| Ilja Zaharov Victor Minibaev     | Férfi 10 méteres szinkronugrás | 429.84    | 4 Q       |                   |                   | 427.98            | 4                 |

Női
| Versenyző                                 | Esemény                      | Selejtező | Selejtező | Elődöntő          | Elődöntő          | Döntő             | Döntő             |
| Versenyző                                 | Esemény                      | Pont      | Helyezés  | Pont              | Helyezés          | Pont              | Helyezés          |
| ----------------------------------------- | ---------------------------- | --------- | --------- | ----------------- | ----------------- | ----------------- | ----------------- |
| Nadezda Bazhina                           | Női 1 méteres műugrás        | 262.75    | 7 Q       |                   |                   | 286.20            | 5                 |
| Nadezda Bazhina                           | Női 3 méteres műugrás        | 287.00    | 17 Q      | 327.55            | 7 Q               | 305.60            | 10                |
| Anastasia Pozdniakova                     | Női 1 méteres műugrás        | 260.00    | 8 Q       |                   |                   | 251.70            | 12                |
| Anastasia Pozdniakova                     | Női 1 méteres műugrás        | 303.90    | 11 Q      | 283.45            | 17                | Nem jutott tovább | Nem jutott tovább |
| Yulia Koltunova                           | Női 10 méteres toronyugrás   | 287.20    | 13 Q      | 317.80            | 9 Q               | 293.90            | 11                |
| Natalia Goncharova                        | Női 10 méteres toronyugrás   | 254.10    | 25        | Nem jutott tovább | Nem jutott tovább | Nem jutott tovább | Nem jutott tovább |
| Svetlana Philippova Anastasia Pozdniakova | Női 3 méteres szinkronugrás  | 288.12    | 4 Q       |                   |                   | 282.72            | 8                 |
| Daria Govor Yulia Koltunova               | Női 10 méteres szinkronugrás | 266.28    | 11 Q      |                   |                   | 291.24            | 9                 |

## Hosszútávúszás
Férfi
| Versenyzők        | Esemény                             | Döntő     | Döntő     |
| Versenyzők        | Esemény                             | Idő       | Helyezés  |
| ----------------- | ----------------------------------- | --------- | --------- |
| Jevgenyij Dratcev | Férfi 5 kilométeres hosszútávúszás  | 56:18.5   | Bronzérem |
| Sergey Bolshakov  | Férfi 5 kilométeres hosszútávúszás  | 56:26.0   | 6         |
| Sergey Bolshakov  | Férfi 10 kilométeres hosszútávúszás | 1:54:31.8 | Bronzérem |
| Vladimir Dyatchin | Férfi 10 kilométeres hosszútávúszás | 1:54:38.7 | 9         |
| Vladimir Dyatchin | Férfi 25 kilométeres hosszútávúszás | 5:11:15.6 | Ezüstérem |
| Vaszilij Bojkov   | Férfi 25 kilométeres hosszútávúszás | 5:11:36.3 | 7         |

Női
| Versenyzők             | Esemény                           | Döntő     | Döntő    |
| Versenyzők             | Esemény                           | Idő       | Helyezés |
| ---------------------- | --------------------------------- | --------- | -------- |
| Elizaveta Gorshkova    | Női 5 kilométeres hosszútávúszás  | 1:00:50.4 | 13       |
| Ekaterina Seliverstova | Női 5 kilométeres hosszútávúszás  | 1:00:44.1 | 5        |
| Ekaterina Seliverstova | Női 10 kilométeres hosszútávúszás | 2:03:18.4 | 24       |
| Anna Uvarova           | Női 10 kilométeres hosszútávúszás | 2:05:11.7 | 28       |
| Anna Uvarova           | Női 25 kilométeres hosszútávúszás | 5:29:38.9 | 6        |
| Maria Bulakhova        | Női 25 kilométeres hosszútávúszás | 5:34:21.2 | 11       |

Csapat
| Versenyzők                                                | Esemény               | Döntő   | Döntő    |
| Versenyzők                                                | Esemény               | Idő     | Helyezés |
| --------------------------------------------------------- | --------------------- | ------- | -------- |
| Sergey Bolshakov Jevgenyij Dratcev Ekaterina Seliverstova | Csapat hosszútávúszás | 58:32.7 | 5        |

## Úszás
Férfi
| Versenyző(k)                                                                                        | Esemény                            | Selejtező | Selejtező | Elődöntő          | Elődöntő          | Döntő               | Döntő               |
| Versenyző(k)                                                                                        | Esemény                            | Idő       | Helyezés  | Idő               | Helyezés          | Idő                 | Helyezés            |
| --------------------------------------------------------------------------------------------------- | ---------------------------------- | --------- | --------- | ----------------- | ----------------- | ------------------- | ------------------- |
| Sergey Fesikov                                                                                      | Férfi 50 méteres gyorsúszás        | 22.16     | 7 Q       | 22.09             | 9                 | Nem jutott tovább   | Nem jutott tovább   |
| Andrej Grecsin                                                                                      | Férfi 50 méteres gyorsúszás        | 22.33     | 16 Q      | 22.36             | 15                | Nem jutott tovább   | Nem jutott tovább   |
| Andrej Grecsin                                                                                      | Férfi 100 méteres gyorsúszás       | 48.59     | 6 Q       | 48.67             | 13                | Nem jutott tovább   | Nem jutott tovább   |
| Nyikita Lobincev                                                                                    | Férfi 100 méteres gyorsúszás       | 48.78     | 12 Q      | 49.00             | 16                | Nem jutott tovább   | Nem jutott tovább   |
| Nyikita Lobincev                                                                                    | Férfi 200 méteres gyorsúszás       | 1:48.28   | 14 Q      | 1:47.34           | 7 Q               | 1:46.57             | 6                   |
| Nyikita Lobincev                                                                                    | Férfi 400 méteres gyorsúszás       | 353.52    | 24        |                   |                   | Nem jutott tovább   | Nem jutott tovább   |
| Danyila Izotov                                                                                      | Férfi 200 méteres gyorsúszás       | 1:47.72   | 9 Q       | 1:47.39           | 8 Q               | 1:47.46             | 8                   |
| Evgeny Kulikov                                                                                      | Férfi 800 méteres gyorsúszás       | 8:08.54   | 27        |                   |                   | Nem jutott tovább   | Nem jutott tovább   |
| Nikolay Bulakhov                                                                                    | Férfi 800 méteres gyorsúszás       | 8:08.78   | 28        |                   |                   | Nem jutott tovább   | Nem jutott tovább   |
| Vitaly Borisov                                                                                      | Férfi 50 méteres hátúszás          | 25.60     | 20        | Nem jutott tovább | Nem jutott tovább | Nem jutott tovább   | Nem jutott tovább   |
| Vitaly Borisov                                                                                      | Férfi 100 méteres hátúszás         | 54.66     | 21        | nem jutott tovább | nem jutott tovább | nem jutott tovább   | nem jutott tovább   |
| Sztanyiszlav Donyec                                                                                 | Férfi 100 méteres hátúszás         | 53.85     | 5 Q       | 54.10             | 13                | Nem jutott tovább   | Nem jutott tovább   |
| Sztanyiszlav Donyec                                                                                 | Férfi 200 méteres hátúszás         | 1:57.30   | 3 Q       | 1:58.00           | 8 Q               | 1:57.36             | 6                   |
| Aleksandr Triznov                                                                                   | Férfi 50 méteres mellúszás         | 27.84     | 10 Q      | 27.73             | 12                | Nem jutott tovább   | Nem jutott tovább   |
| Roman Sloudnov                                                                                      | Férfi 100 méteres mellúszás        | 1:00.91   | 17        | Nem jutott tovább | Nem jutott tovább | Nem jutott tovább   | Nem jutott tovább   |
| Anton Lobanov                                                                                       | Férfi 100 méteres mellúszás        | 1:01.64   | 32        | Nem jutott tovább | Nem jutott tovább | Nem jutott tovább   | Nem jutott tovább   |
| Anton Lobanov                                                                                       | Férfi 200 méteres mellúszás        | 2:14.99   | 30        | Nem jutott tovább | Nem jutott tovább | Nem jutott tovább   | Nem jutott tovább   |
| Nikita Konovalov                                                                                    | Férfi 50 méteres pillangóúszás     | 23.96     | 17        | Nem jutott tovább | Nem jutott tovább | Nem jutott tovább   | Nem jutott tovább   |
| Nikita Konovalov                                                                                    | Férfi 100 méteres pillangóúszás    | 53.49     | 30        | Nem jutott tovább | Nem jutott tovább | Nem jutott tovább   | Nem jutott tovább   |
| Jevgenyij Korotiskin                                                                                | Férfi 100 méteres pillangóúszás    | 52.18     | 7 Q       | 51.77             | 5 Q               | 51.86               | 6                   |
| Nyikolaj Szkvorcov                                                                                  | Férfi 200 méteres pillangóúszás    | 1:57.85   | 22        | Nem jutott tovább | Nem jutott tovább | Nem jutott tovább   | Nem jutott tovább   |
| Alekszandr Tyihonov                                                                                 | Férfi 200 méteres vegyesúszás      | DSQ       | DSQ       | Nem jutott tovább | Nem jutott tovább | Nem jutott tovább   | Nem jutott tovább   |
| Jevgenyij Lagunov Andrej Grecsin Nyikita Lobincev Sergey Fesikov Danyila Izotov* Vlagyimir Morozov* | Férfi 4 × 100 méteres gyorsváltó   | 3:13.61   | 3 Q       |                   |                   | 3:12.99             | 5                   |
| Danyila Izotov Jevgenyij Lagunov Artyom Lobuzov Alekszandr Szuhorukov                               | Férfi 4 × 200 méteres gyorsváltó   | 7:14.12   | 11        |                   |                   | Nem jutottak tovább | Nem jutottak tovább |
| Sztanyiszlav Donyec Roman Sloudnov Jevgenyij Korotiskin Sergey Fesikov                              | Férfi 4 × 100 méteres vegyes váltó | 3:36.82   | 12        |                   |                   | Nem jutottak tovább | Nem jutottak tovább |

- * Csak a selejtezőben úsztak

Női
| Versenyző(k)                                                          | Esemény                          | Selejtező | Selejtező | Elődöntő          | Elődöntő          | Döntő               | Döntő               |
| Versenyző(k)                                                          | Esemény                          | Idő       | Helyezés  | Idő               | Helyezés          | Idő                 | Helyezés            |
| --------------------------------------------------------------------- | -------------------------------- | --------- | --------- | ----------------- | ----------------- | ------------------- | ------------------- |
| Svetlana Fedulova                                                     | Női 50 méteres gyorsúszás        | 25.89     | 25        | Nem jutott tovább | Nem jutott tovább | Nem jutott tovább   | Nem jutott tovább   |
| Svetlana Fedulova                                                     | Női 50 méteres gyorsúszás        | 27.61     | 28        | Nem jutott tovább | Nem jutott tovább | Nem jutott tovább   | Nem jutott tovább   |
| Veronika Popova                                                       | Női 100 méteres gyorsúszás       | 54.88     | 17 Q*     | 54.82             | 12                | Nem jutott tovább   | Nem jutott tovább   |
| Veronika Popova                                                       | Női 200 méteres gyorsúszás       | 1:58.89   | 19        | Nem jutott tovább | Nem jutott tovább | Nem jutott tovább   | Nem jutott tovább   |
| Kseniya Moskvina                                                      | Női 50 méteres hátúszás          | 28.71     | 14 Q      | 28.75             | 13                | Nem jutott tovább   | Nem jutott tovább   |
| Kseniya Moskvina                                                      | Női 100 méteres hátúszás         | 1:01.59   | 19        | Nem jutott tovább | Nem jutott tovább | Nem jutott tovább   | Nem jutott tovább   |
| Anasztaszja Zujeva                                                    | Női 50 méteres hátúszás          | 28.20     | 1 Q       | 27.88             | 1 Q               | 27.79               | Aranyérem           |
| Anasztaszja Zujeva                                                    | Női 100 méteres hátúszás         | 1:00.88   | 12 Q      | 59.41             | 2 Q               | 59.06               | Ezüstérem           |
| Anasztaszja Zujeva                                                    | Női 200 méteres hátúszás         | 2:11.23   | 17        | Nem jutott tovább | Nem jutott tovább | Nem jutott tovább   | Nem jutott tovább   |
| Julija Jefimova                                                       | Női 50 méteres mellúszás         | 30.72     | 2 Q       | 30.81             | 3 Q               | 30.49               | Ezüstérem           |
| Julija Jefimova                                                       | Női 100 méteres mellúszás        | 1:07.81   | 9 Q       | 1:07.53           | 7 Q               | 1:06.56             | 4                   |
| Julija Jefimova                                                       | Női 200 méteres mellúszás        | 2:25.98   | 3 Q       | 2:23.66           | 2 Q               | 2:22.22             | Ezüstérem           |
| Julija Jefimova                                                       | Női 200 méteres vegyesúszás      | 2:15.56   | 20        | Nem jutott tovább | Nem jutott tovább | Nem jutott tovább   | Nem jutott tovább   |
| Daria Deeva                                                           | Női 100 méteres mellúszás        | 1:09.12   | 19        | Nem jutott tovább | Nem jutott tovább | Nem jutott tovább   | Nem jutott tovább   |
| Irina Bespalova                                                       | Női 100 méteres pillangóúszás    | 58.89     | 15 Q      | 59.02             | 16                | Nem jutott tovább   | Nem jutott tovább   |
| Yana Martynova                                                        | Női 200 méteres pillangóúszás    | 2:11.82   | 25        | Nem jutott tovább | Nem jutott tovább | Nem jutott tovább   | Nem jutott tovább   |
| Yana Martynova                                                        | Női 400 méteres vegyesúszás      | 4:45.53   | 20        |                   |                   | Nem jutott tovább   | Nem jutott tovább   |
| Veronika Popova Margarita Nesterova Natalya Lovtsova Jelena Szokolova | Női 4 × 100 méteres gyorsváltó   | 3:40.73   | 11        |                   |                   | Nem jutottak tovább | Nem jutottak tovább |
| Veronika Popova Jelena Szokolova Viktoriya Andreeva Kira Volodina     | Női 4 × 200 méteres gyorsváltó   | 7:59.69   | 11        |                   |                   | Nem jutottak tovább | Nem jutottak tovább |
| Anastasia Zuyeva Julija Jefimova Irina Bespalova Veronika Popova      | Női 4 × 100 méteres vegyes váltó | 3:59.08   | 2 Q       |                   |                   | 3:57.38             | 4                   |

- * Egy másik úszó visszalépett, ezért tovább jutott

## Szinkronúszás
Női
| Versenyző(k) | Esemény               | Selejtező | Selejtező | Döntő  | Döntő     |
| Versenyző(k) | Esemény               | Pont      | Helyezés  | Pont   | Helyezés  |
| --- | --------------------- | --------- | --------- | ------ | --------- |
| Natalja Iscsenko | Egyéni rövid program  | 97.900    | 1 Q       | 98.300 | Aranyérem |
| Natalja Iscsenko | Egyéni szabad program | 98.190    | 1 Q       | 98.550 | Aranyérem |
| Natalja Iscsenko Szvetlana Romasina | Páros rövid program   | 97.500    | 1 Q       | 98.200 | Aranyérem |
| Natalja Iscsenko Szvetlana Romasina | Páros szabad program  | 98.490    | 1 Q       | 98.490 | Aranyérem |
| Anasztaszija Davidova Marija Gromova Elvira Haszjanova Szvetlana Kolesnyicsenko Darja Korobova Alekszandra Packevics Alla Siskina Anzselika Tyimanyina Anisy Olkhova                       | Csapat rövid program  | 97.700    | 1 Q       | 98.300 | Aranyérem |
| Anasztaszija Davidova Natalja Iscsenko Elvira Haszjanova Szvetlana Kolesnyicsenko Darja Korobova Alekszandra Packevics Alla Siskina Anzselika Tyimanyina Marija Gromova                    | Csapat szabad program | 98.440    | 1 Q       | 98.620 | Aranyérem |
| Anasztaszija Davidova Marija Gromova Natalja Iscsenko Elvira Haszjanova Szvetlana Kolesnyicsenko Darja Korobova Alekszandra Packevics Szvetlana Romasina Alla Siskina Anzselika Tyimanyina | Kombinációs kűr       | 97.970    | 1 Q       | 98.470 | Aranyérem |

Tartalékok
- Anisy Olkhova
- Alexandra Zueva

## Vízilabda

### Női

#### C csoport
| Csapat        | M | Gy | D | V | G+ | G– | Gk  | P |
| ------------- | - | -- | - | - | -- | -- | --- | - |
| Görögország   | 3 | 3  | 0 | 0 | 27 | 22 | +5  | 6 |
| Oroszország   | 3 | 2  | 0 | 1 | 38 | 18 | +20 | 4 |
| Spanyolország | 3 | 1  | 0 | 2 | 29 | 32 | –3  | 2 |
| Brazília      | 3 | 0  | 0 | 3 | 16 | 38 | –22 | 0 |

| 2011. július 17. 15:00 | Brazília             | 4 – 15      | Oroszország | Sanghaj Nézőszám: 600 Játékvezetők: Flahive (AUS), Koryzna (POL) |
| 2011. július 17. 15:00 | (1–6, 1–2, 2–2, 0–5) |             |             | Sanghaj Nézőszám: 600 Játékvezetők: Flahive (AUS), Koryzna (POL) |
| 2011. július 17. 15:00 | négy játékos 1       | Jegyzőkönyv | Beljajeva 4 | Sanghaj Nézőszám: 600 Játékvezetők: Flahive (AUS), Koryzna (POL) |

| 2011. július 19. 12:10 | Spanyolország        | 8 – 18      | Oroszország  | Sanghaj Nézőszám: 250 Játékvezetők: Flahive (AUS), Deslieres (CAN) |
| 2011. július 19. 12:10 | (1–4, 3–4, 3–6, 1–4) |             |              | Sanghaj Nézőszám: 250 Játékvezetők: Flahive (AUS), Deslieres (CAN) |
| 2011. július 19. 12:10 | három játékos 2      | Jegyzőkönyv | Prokofjeva 5 | Sanghaj Nézőszám: 250 Játékvezetők: Flahive (AUS), Deslieres (CAN) |

| 2011. július 21. 10:50 | Görögország           | 6 – 5       | Oroszország  | Sanghaj Nézőszám: 350 Játékvezetők: Borrell (ESP), Juhász (HUN) |
| 2011. július 21. 10:50 | (2–2, 1–1, 1–1, 2–1)  |             |              | Sanghaj Nézőszám: 350 Játékvezetők: Borrell (ESP), Juhász (HUN) |
| 2011. július 21. 10:50 | Roumpesi, Antonakou 2 | Jegyzőkönyv | Szoboljeva 2 | Sanghaj Nézőszám: 350 Játékvezetők: Borrell (ESP), Juhász (HUN) |

#### A negyeddöntőbe jutásért
| 29. mérkőzés 2011. július 23. 16:50 | Oroszország          | 26 – 4      | Kuba                  | Sanghaj Nézőszám: 750 Játékvezetők: Pinker (RSA), Makita (JPN) |
| 29. mérkőzés 2011. július 23. 16:50 | (5–1, 8–0, 6–1, 7–2) |             |                       | Sanghaj Nézőszám: 750 Játékvezetők: Pinker (RSA), Makita (JPN) |
| 29. mérkőzés 2011. július 23. 16:50 | Liszunova 5          | Jegyzőkönyv | Hernendez Consuegra 2 | Sanghaj Nézőszám: 750 Játékvezetők: Pinker (RSA), Makita (JPN) |

#### Negyeddöntő
| 35. mérkőzés 2011. július 25. 14:00 | Egyesült Államok     | 7 – 9       | Oroszország  | Sanghaj Nézőszám: 450 Játékvezetők: Tulga (TUR), Bock (GER) |
| 35. mérkőzés 2011. július 25. 14:00 | (2–0, 3–2, 1–5, 1–2) |             |              | Sanghaj Nézőszám: 450 Játékvezetők: Tulga (TUR), Bock (GER) |
| 35. mérkőzés 2011. július 25. 14:00 | Seidemann, Wenger 2  | Jegyzőkönyv | Prokofjeva 5 | Sanghaj Nézőszám: 450 Játékvezetők: Tulga (TUR), Bock (GER) |

### Elődöntő
| 43. mérkőzés 2011. július 27. 21:00 | Oroszország           | 12 – 13     | Kína                | Sanghaj Nézőszám: 1400 Játékvezetők: Margeta (SLO), Flahive (AUS) |
| 43. mérkőzés 2011. július 27. 21:00 | (3–4 , 3–3, 3–2, 3–4) |             |                     | Sanghaj Nézőszám: 1400 Játékvezetők: Margeta (SLO), Flahive (AUS) |
| 43. mérkőzés 2011. július 27. 21:00 | Fedotova, Tankeeva 3  | Jegyzőkönyv | Sun Yating, Wang Yi | Sanghaj Nézőszám: 1400 Játékvezetők: Margeta (SLO), Flahive (AUS) |

#### A 3. helyért
| 47. mérkőzés 2011. július 29. 16:00 | Oroszország          | 8 – 7       | Olaszország          | Sanghaj Nézőszám: 1000 Játékvezetők: Juhász (HUN), Rotsart (USA) |
| 47. mérkőzés 2011. július 29. 16:00 | (4–0, 2–1, 2–6, 0–0) |             |                      | Sanghaj Nézőszám: 1000 Játékvezetők: Juhász (HUN), Rotsart (USA) |
| 47. mérkőzés 2011. július 29. 16:00 | Belyaeva 3           | Jegyzőkönyv | Casanova, Bianconi 2 | Sanghaj Nézőszám: 1000 Játékvezetők: Juhász (HUN), Rotsart (USA) |

| Csapat      | Helyezés  |
| ----------- | --------- |
| Oroszország | Bronzérem |